# Brian Epstein
Brian Samuel Epstein (/ˈɛpstaɪn/; 19 tháng 9 năm 1934 – 27 tháng 8 năm 1967) là một doanh nhân âm nhạc người Anh, người quản lý The Beatles từ năm 1962 cho đến khi qua đời. Anh được gọi là "Beatle thứ năm" do vai trò của anh trong các vấn đề kinh doanh, hình ảnh và sự nổi tiếng toàn cầu của nhóm.
Epstein sinh ra trong một gia đình bán lẻ khá giả ở Liverpool, anh được phụ trách cửa hàng âm nhạc của họ, tại đây anh trưng bày một món quà để phát hiện tài năng. Anh gặp The Beatles lần đầu tiên vào năm 1961 trong một buổi hòa nhạc vào giờ ăn trưa tại Cavern Club ở Liverpool. Mặc dù không có kinh nghiệm quản lý nghệ sĩ, Epstein đã ký hợp đồng với họ và khăng khăng rằng họ phải từ bỏ hình ảnh cộc cằn để chuyển sang phong cách mới lịch lãm hơn, với những bộ quần áo và kiểu tóc giống hệt nhau. Sau đó, anh đã thuyết phục George Martin của EMI sản xuất các ca khúc của họ.
Trong vòng vài tháng, The Beatles đã trở thành ngôi sao quốc tế. Epstein cùng họ đến Mỹ, nơi anh bị bủa vây bởi những lời mời chào mua bán, nhưng đã ký trước 90% quyền. Đây được coi là một tính toán sai lầm của anh. Một số tài năng trẻ tuổi khác cũng đã khởi sắc dưới sự quản lý của anh. Họ bao gồm Gerry and the Pacemakers, Billy J. Kramer,  The Dakotas, Tommy Quick, và Cilla Black. Năm 1967, anh qua đời vì sử dụng thuốc quá liều, ở tuổi 32.

## Gia đình và tuổi trẻ
Gia đình Epstein là một gia đình Do Thái. Ông nội của Brian, Isaac là một người Litva, tới Anh khoảng những năm 1890. Bà nội anh, Dinah Hyman, là một người nhập cư Nga, tới Anh cùng gia đình từ năm 1871. Gia đình Hyman cũng có sáu người con.

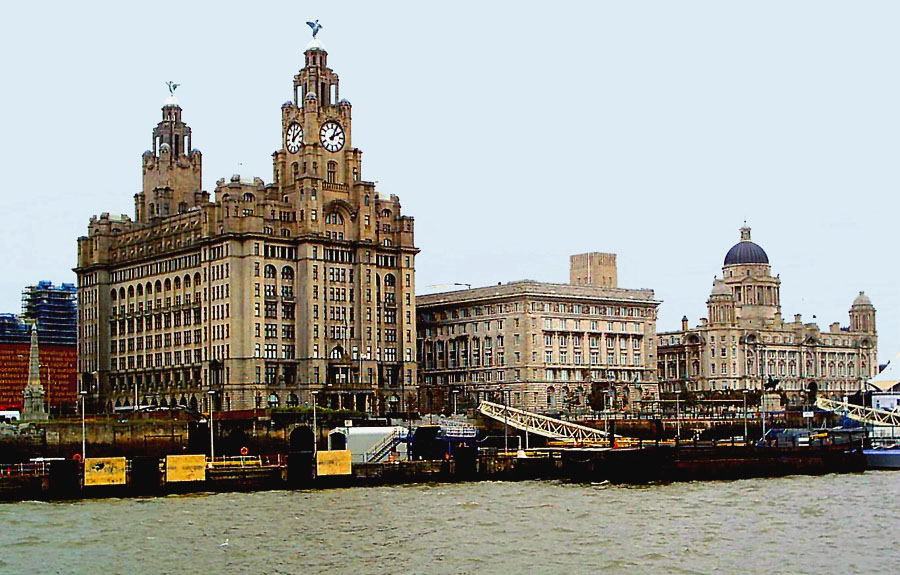
Thành phố cảng Liverpool, Anh

Isaac và Dinah cưới nhau năm 1900 tại Manchester. Năm 1901, họ chuyển tới sống tại 80 Walton Road, Liverpool cùng chị gái Raphael Epstein. Con trai thứ ba của họ là Harry Epstein, người sau này sinh ra Brian. Sau này họ dọn ra một căn nhà khang trang hơn ở 27 Anfield Road, Liverpool (ngày nay được sửa chữa thành khách sạn Epstein House). Isaac lập một hãng nhỏ tên là "I. Epstein and Sons", mở rộng việc kinh doanh thành chuỗi các cửa hàng (62/72 Walton Road) để bán tất cả các loại mặt hàng, từ nhạc cụ cho tới các sản phẩm gia dụng. Họ đổi tên sau đó thành NEMS và bắt đầu có vài chi nhánh nhỏ, nơi mà bố của Paul McCartney từng tới để mua tặng con trai một chiếc piano cũ.
Mẹ của Epstein tên là Malka, cũng là một người nhập cư Do Thái. Brian chào đời ngày 19 tháng 9 năm 1934 tại phố Rodney, Liverpool. Harry và Malka còn có một người con trai khác sau đó, Clive, kém Brian 22 tháng. Trong Chiến tranh thế giới thứ hai, gia đình Epstein chuyển tới Southport rồi họ trở về Liverpool năm 1945. Họ sống tại 197 Queens Drive, Childwall, Liverpool và ở đó tới tận 30 năm sau.

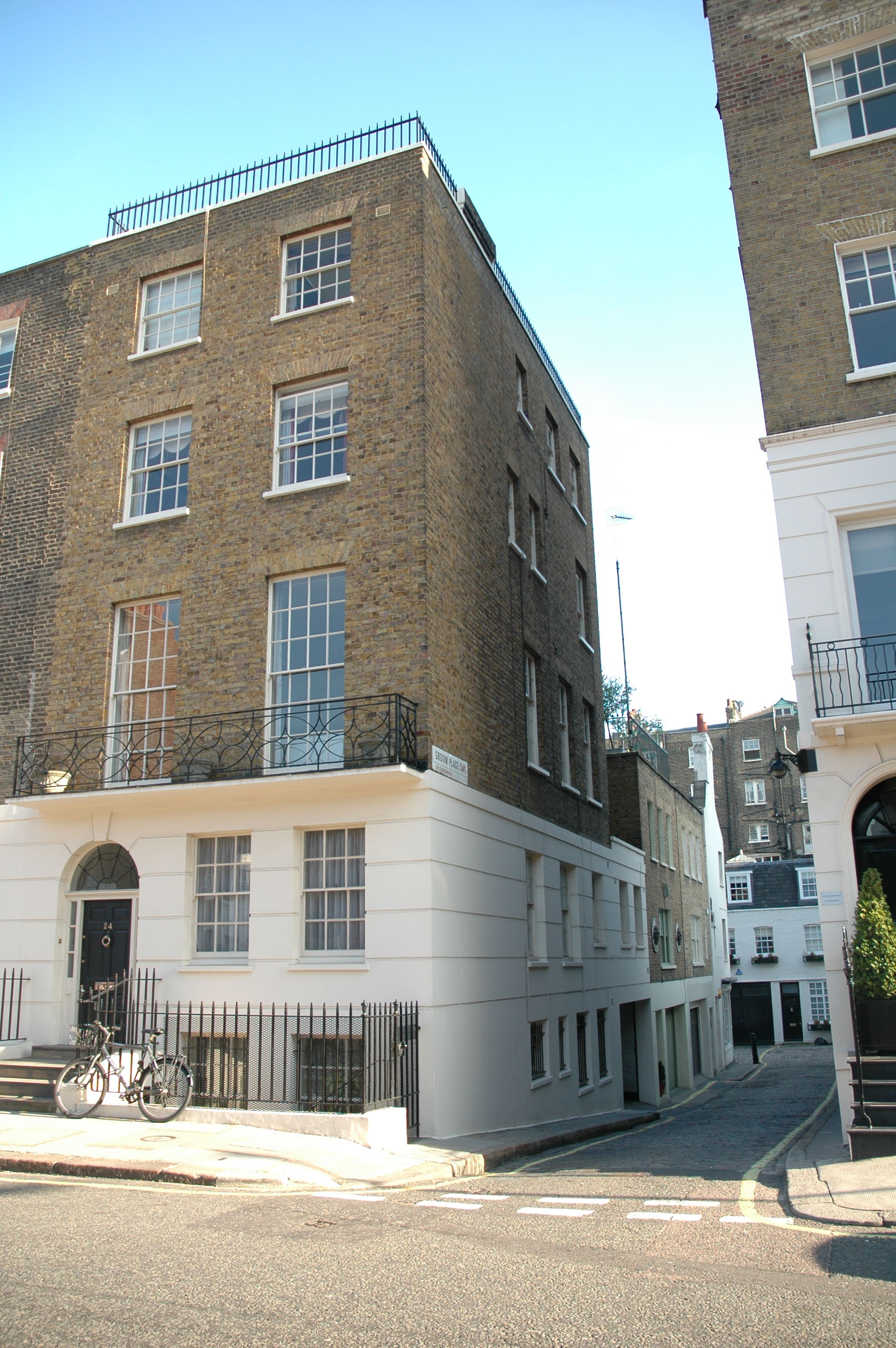
Căn nhà của Brian tại số 24 phố Chapel, Luân Đôn

Khi nhỏ, Brian được học tại Clayesmore School ở Dorset, sau đó năm 14 Brian được học tại Wrekin College ở Shropshire, nơi lần đầu cậu được học violin. Năm 16 tuổi, Brian viết cho bố một bức thư, trong đó nói mình khao khát trở thành một nhà thiết kế váy, tuy nhiên, Harry kịch liệt phản đối và yêu cầu cậu phải "đem lại lợi nhuận" cho công việc của gia đình. Sau khi thực tập 6 tháng tại một công ty bán lẻ, Brian làm việc cho NEMS với mức lương năm bảng/tuần. Brian được bố hết mực ca ngợi sau khi bán được một chiếc bàn ăn có giá 12 bảng cho một quý bà tới để mua gương.
Tháng 12 năm 1952, Brian thực hiện nghĩa vụ quân sự với Quân đội Hoàng gia Anh. Cậu đứng gác tại phố Albany gần công viên Regent ở Luân Đôn. Sau khi trở lại Liverpool, Brian làm việc ở hãng bán lẻ Clarendon ở Hoylake và năm 1955, cậu trở thành giám đốc của NEMS. Tháng 9 năm 1956, Brian lên Luân Đôn gặp bạn bè và bị mất hết giấy tờ tùy thân. Không muốn bị gia đình hay tin, cậu xin làm chui ở một cửa hàng tạp vụ cho tới khi đủ tiền mua vé đi về Liverpool. Tới Liverpool, Brian tới gặp một bác sĩ tâm lý và thú nhận mình bị đồng tính. Bác sĩ nói với Harry rằng nên để con trai rời Liverpool càng sớm càng tốt, cùng lúc Brian có ước muốn trở thành diễn viên, họ để Brian tới Luân Đôn để đăng ký học đại học.
Vì "cảm thấy như một ông cụ ở tuổi 21", Brian nộp đơn vào học tại Khoa kịch Học viện Hoàng gia Anh (Royal Academy of Dramatic Art – RADA). Cùng khóa với ông có Susannah York, Albert Finney và Peter O'Toole, tuy nhiên Brian trượt sau kỳ học thứ 3. Cậu nói: "Có lẽ tôi thích kiếm tiền hơn là làm sinh viên, thực sự tôi không thích là một sinh viên."
Trở lại Liverpool, Harry muốn con trai mở một cửa hàng chuyên về âm nhạc của NEMS tại phố Great Charlotte. Cửa hàng hoạt động rất tốt và trở thành cửa hàng nhạc lớn nhất ở phía Bắc nước Anh. Họ mở cửa hàng thứ hai tại 12–14 Whitechapel, và Brian quản lý toàn bộ hoạt động của cả hai cửa hàng. Cậu thường đi qua cửa hàng Lewis's nơi mà Peter Brown làm việc. Vô cùng ấn tượng về Brown, Epstein mời anh về làm việc cho NEMS với mức lương hậu hĩ và một chân quản lý tại cửa hàng. Ngày 3 tháng 1 năm 1961, Brian bắt đầu được biết tới trong lĩnh vực âm nhạc với bài báo trên tạp chí Mersey Beat có tên "Kỷ lục tạo nên bởi Brian Epstein của NEMS."

## The Beatles

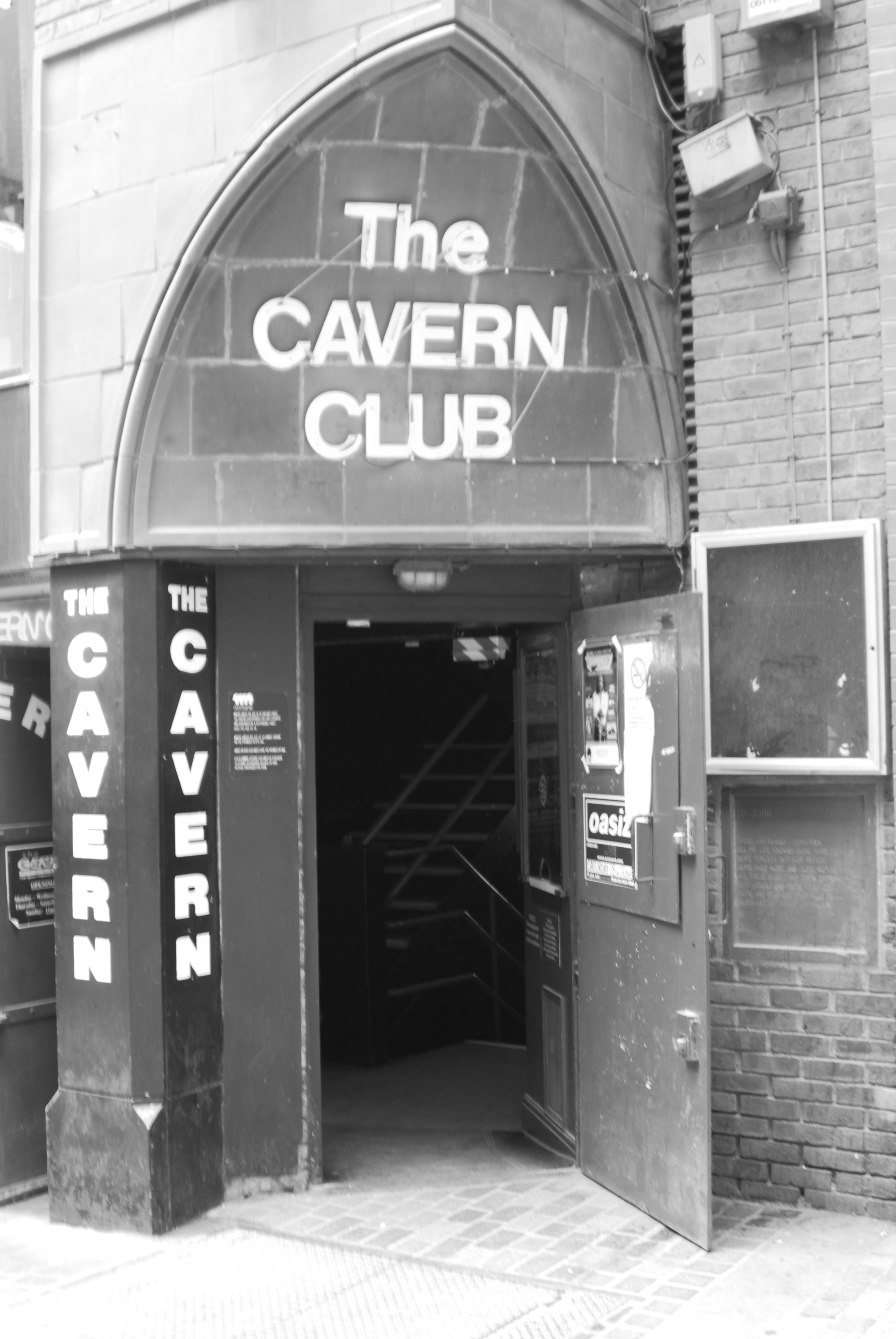
The Cavern Club, nơi Epstein lần đầu gặp gỡ The Beatles ngày 9 tháng 11 năm 1961

Cái tên The Beatles gây chú ý cho Epstein chính từ những số báo của tờ Mersey Beat, và vô số những poster ở Liverpool, trước khi ông hỏi Bill Harry. Bill Harry giới thiệu Epstein về ban nhạc và họ lên trang bìa trên ấn phẩm của NEMS. Trước đó, The Beatles đã ghi âm album My Bonnie với Toni Sheridan tại Đức. Một khách hàng tên là Raymond Jones vào NEMS và hỏi về My Bonnie – điều đó khiến Brian rất tò mò về ban nhạc.
Ngày 9 tháng 11 năm 1961, The Beatles có một suất diễn tại The Cavern Club. Vốn quen biết chủ quán, Sytner, Epstein tạt qua quán để quan sát nhóm nhạc, đồng thời nhờ Sytner mời The Beatles]qua biểu diễn trong lần sinh nhật thứ 21 của anh. Epstein muốn Bill Harry thu xếp việc anh và trợ lý Taylor tới xem buổi diễn của The Beatles, vậy nên họ được vào quán mà không phải xếp hàng, thậm chí có cả những lời chào đón dán ở cửa vào. Brian nói: "Tôi thực sự ấn tượng về âm nhạc của họ, về nhịp điệu và về cái không khí trên sân khấu; và cho tới khi tôi nói chuyện, tôi lại thêm ấn tượng về sự cuốn hút ở tính cách của họ. Và đó chính là sự khởi đầu."
Sau buổi diễn, Epstein và Taylor vào phòng thay đồ dành cho ca sĩ và nói chuyện với ban nhạc. The Beatles, đều là những người từng lên bìa của NEMS, nhận ra Epstein ngay lập tức. Nhưng trước khi Epstein kịp có lời khen cho họ, George Harrison đã nói: "Điều gì đưa ông tới đây?" Epstein rất bình tĩnh: "Tôi muốn tới nói lời chào. Thực sự tôi rất thích màn trình diễn." Brian cũng giới thiệu Taylor với ban nhạc, rồi rời đi: "Vậy thôi, chào nhé." Cả hai sau đó tới nhà hàng Peacock, ăn trưa và Epstein hỏi Taylor nghĩ gì về 4 chàng trai trẻ. Taylor nói họ "thực sự tốt" và nói vô cùng ấn tượng về họ. Brian im lặng hồi lâu rồi sau đó thốt lên: "Với tôi họ hoàn hảo!" rồi quay sang hỏi Taylor: "Cậu nghĩ sao nếu tôi quản lý họ?"
Trong 3 tuần tiếp theo, The Beatles vẫn biểu diễn thường xuyên tại The Cavern Club, và Epstein không bỏ lỡ một buổi diễn nào của họ. Anh liên hệ với Allan Williams (quản lý tạm thời của ban nhạc) để mong muốn thay thế ông. Williams yêu cầu với Epstein "đừng đối xử tệ với các chàng trai", vì Williams không thấy thoải mái khi buổi diễn ở Hamburg của The Beatles không được trả tiền.

### Hợp đồng quản lý
Ngày 3 tháng 12 năm 1961, Epstein họp ban quản trị của NEMS và thuyết phục họ rằng anh sẽ quản lý The Beatles. Lennon, Harrison và Best tới lúc 4 giờ chiều, và họ cùng Epstein gặp gỡ, tranh luận và uống tại quán Grapes ở phố Matthews. McCartney không tới vì, theo Harrison, Paul "còn phải tắm". Epstein thực sự cảm thấy tức giận, tuy nhiên ông quay sang bảo George: "Cậu ấy tới muộn, nhưng cậu ấy sẽ rất sạch sẽ." Harrison còn mời cả quản lý âm thanh của The Cavern Club, Wooler, tới gặp Epstein để Wooler có thể đánh giá về hợp đồng. Brian tỏ ra khá vồn vã, và ông hỏi The Beatles liệu họ đã có quản lý chưa, sau đó ông nhận được những cái lắc đầu. Brian nói: "Điều đó có nghĩa là sẽ có ai sau lưng cái cậu giúp các cậu trong mọi việc." Ngày 6 và 10 tháng 12, họ lại gặp gỡ nhau. Ngày 13 tháng 12, Mike Smith của Decca Records tới Liverpool và dừng tại The Cavern Club và mời các chàng trai trẻ tới thu âm ở Luân Đôn ngày 1 tháng 1 năm 1962.
Đều dưới 21 tuổi, Best, McCartney và Harrison đều cần sự can thiệp của bố mẹ để ký hợp đồng. Mẹ của Best rất ấn tượng trước những thành công của nhà Epstein và bà cho rằng Brian "thực sự có ích cho nhóm nhạc". Bố của McCartney thì có nhiều nghi ngờ về tài quản lý của một doanh nhân trẻ Do Thái, và nhắc nhở con trai thực sự cẩn thận về tài chính. Giám hộ của Lennon, Mimi Smith, ban đầu từ chối đề nghị vì lo sợ rằng Epstein sẽ lấy tiền của ban nhạc sau vài thành công nhất định, tuy nhiên khi Lennon sang tuổi 21, cậu bỏ ngoài tai mọi ý kiến của dì.
Ngày 24 tháng 1 năm 1962, The Beatles ký hợp đồng 5 năm với Epstein, với điều kiện Epstein được nhận tận 25% số tiền kiếm được. Epstein nhận được phần lớn của khoản lãi, do anh phải đảm bảo nhiều khoản chi mà không có gì đảm bảo có thể thu về. Brian vẫn quản lý hoạt động của NEMS, đồng thời đảm bảo với cha mẹ của các Beatle, rằng việc quản lý ban nhạc chỉ là công việc bán thời gian của anh và không liên quan gì tới công ty của gia đình anh. Epstein là quản lý chính thức đầu tiên của The Beatles, song anh không tự viết vào hợp đồng điều đó. Anh nói với Taylor: "Nếu có chuyện gì xảy ra, họ có thể giữ tôi, song tôi chẳng thế giữ được họ." Ngày 1 tháng 10 năm 1962, Brian thực hiện thu âm ca khúc đầu tiên, "Love Me Do" của The Beatles, đồng thời ký hợp đồng quảng cáo 3 năm của NEMS với Lennon và McCartney.

### Ảnh hưởng về ngoại hình
Dù rằng Brian vốn chưa từng tham gia vào ngành nghệ thuật giải trí, song anh có ảnh hưởng vô cùng lớn tới The Beatles về mặt ngoại hình cũng như thái độ trên sân khấu. Khi lần đầu Epstein gặp gỡ 4 chàng trai, họ mặc quần áo bò, theo trào lưu rock 'n' roll vốn đang thịnh hành. Epstein yêu cầu họ mặc "như những quý ông", với vest và ca-vát, đồng thời nhắc nhở họ nên tránh than vãn, uống rượu, hút thuốc và ăn uống trên sàn diễn. Anh cũng gợi ý rằng họ nên có những đoạn kết hoành tráng mỗi khi kết thúc buổi diễn. McCartney là người đầu tiên tin tưởng mọi ý kiến của Epstein. Brian nói về quá trình thuyết phục The Beatles thay đổi từ quần bò sang quần âu: "Tôi ban đầu khá ủng hộ họ mặc quần áo bò lên sân khấu, song chỉ sau thời gian ngắn, tôi thấy không thể ủng hộ điều đó, và rồi họ bắt đầu chọn những bộ quần áo phổ thông hơn khi diễn, và cuối cùng thì, một điều rõ ràng và hiển nhiên, họ chọn mặc vest." Bộ vest mà ban nhạc mặc được thiết kế theo kiểu của Đức mà họ thấy trong chuyến lưu diễn ở Hamburg. Epstein nói: "Đó là mẫu thiết kế thời thượng nhất lúc đó." John Lennon phản đối ý tưởng mặc vest và đeo ca-vát, nhưng rồi sau đó nhượng bộ: "Tôi sẽ mặc vest. Tôi có thể đeo chiếc mũi đỏ nếu bất kể ai trả tiền cho tôi."
Epstein bắt đầu cố gắng giành lấy sự chú ý của truyền thông, bằng cách "lấy lòng và xun xoe mọi tờ báo", như lời Lennon nói năm 1972. McCartney nhận xét: "Vài bài phê bình đã nâng tầm ban nhạc thêm chút ít, điều đó khiến số tiền bọn tôi được nhận cũng tăng dần." và "Thực sự, chúng tôi dần được chơi nhạc ở những chỗ tốt hơn."
Brian cũng quản lý ban nhạc một cách nghiêm khắc hơn. Họ bắt buộc phải có một buổi diễn trong mỗi đợt ghi âm, trong khi trước kia The Beatles chỉ hú họa có các buổi trình diễn bất kỳ. Ban nhạc gọi Epstein là "Eppy" hoặc "Bri" như một tên thân mật, một cách thể hiện họ coi Brian như một người bạn thân thiết.

### Các hợp đồng thu âm

Bức điện tín mà Epstein gửi cho tạp chí Mersey Beat thông báo hợp đồng thu âm đầu tiên của The Beatles

Epstein qua lại Luân Đôn rất nhiều lần để hỏi từng công ty về việc ký hợp đồng với ban nhạc, nhưng lần lượt bị từ chối bởi Columbia, Pye, Philips, Oriole và nổi tiếng nhất là Decca. Epstein thậm chí còn phải trả tiền cho nhà sản xuất của Decca, Tony Meehan, cho từng thu âm của Beatles. Cùng lúc với việc làm việc với Decca, Brian cũng tới EMI và hỏi quản lý Ron White, người sau này nói chuyện với các nhà sản xuất Norrie Paramor, Walter Ridley, Norman Newell về việc thu âm cho ban nhạc. Tuy nhiên cả ba đều từ chối. White buộc phải gặp mặt nhà sản xuất thứ tư của hãng, George Martin, khi ông đang đi nghỉ lễ.
Ngày 1 tháng 1 năm 1962, The Beatles tới Decca thực hiện buổi thu âm đầu tiên. Một tháng sau, Epstein nhận được tin từ chối phát hành từ Decca. Vì Epstein đã phải trả tiền để có được bản thu, anh có quyền sở hữu nó và mang tới cửa hàng HMV (sở hữu của EMI) ở địa chỉ 363 phố Oxford ngày 8 tháng 5 năm 1962. Nhân viên bán đĩa Jim Foy cảm thấy thích thú với bản thu và gợi ý Brian tới gặp Sid Coleman, phụ trách công ty phát hành của EMI, Ardmore & Beechwood. Coleman cảm thấy hài lòng với bản thu, và nói Epstein nên gặp George Martin – quản lý của Parlophone. Ngày 9 tháng 5 năm 1962, Brian trực tiếp tới gặp Martin ở Abbey Road Studios.
Martin là người đã từng có kinh nghiệm sản xuất với vài nghệ sĩ. Tuy nhiên, ông không có ý định đó với The Beatles, thậm chí không có ý định nghe họ. Mọi thứ chỉ thay đổi khi Martin nghe tin Epstein phải bỏ dở mọi công việc của NEMS để tới xin được chữ ký hợp đồng với ông. Martin nói ông thấy cảm kích về niềm tin của Epstein với The Beatles rằng họ có thể trở nên nổi tiếng, vậy nên ông đồng ý ký hợp đồng. Martin nói ông "chẳng có gì để mất", trong khi việc ký lại giúp EMI có vài lợi thế về mặt kinh tế với NEMS.
Sau khi có được hợp đồng với George Martin, Epstein đánh điện tín tới Hamburg cho The Beatles và sau đó tới Bill Harry của tờ Merset Beat ở Liverpool. Kể từ đó, The Beatles thuộc về hãng đĩa Parlophone của EMI, hãng đĩa khá nổi tiếng trong lĩnh vực thu âm và sản xuất nhạc pop và rock. Điều này gây bất ngờ cho họ, vì ban nhạc đã bị từ chối bởi hầu hết các hãng thu âm lớn nhỏ của Anh, trong khi Martin còn chưa từng nghe ban nhạc hát trực tiếp bất kể lần nào.
Theo hợp đồng, Epstein sẽ trả cho The Beatles 1 penny (1/100 bảng Anh) cho mỗi bản thu bán được, tính theo cả việc trượt tỷ giá. Phần lợi nhuận dĩ nhiên được chia đều cho các thành viên của ban nhạc. Ngày 6 tháng 6 năm 1962, Martin thực hiện bản thu đầu tiên cho The Beatles tại Abbey Road Studios. Epstein đạt được bước tiến lớn khi thương lượng lại với EMI: ngày 27 tháng 1 năm 1966, The Beatles ký hợp đồng 9 năm với EMI, với điều kiện 25% lợi nhuận được gửi trực tiếp cho NEMS trong suốt 9 năm đó, kể cả khi The Beatles quyết định thay đổi quản lý – việc mà họ đã phải làm ngay năm sau.

### Sa thải Pete Best
Trong buổi thu âm đầu tiên ngày 6 tháng 6 năm 1962, George Martin được mời tới xem phần thể hiện của The Beatles. Ông nói rằng bản thu sẽ tốt hơn nếu ban nhạc có một tay trống điêu luyện hơn người đang chơi cho ban nhạc, Pete Best. Khi tin này tới tai các thành viên còn lại, Lennon, McCartney và Harrison đều yêu cầu Epstein sa thải Best. Brian khá lưỡng lự để quyết định, anh tới hỏi quản lý âm thanh của The Cavern Club, Bob Wooler, rằng đó có là một điều hay. Wooler nói Best thực sự nổi tiếng với các fan hâm mộ, và đôi khi điều đó là không tốt với những thành viên còn lại. Ngày 16 tháng 8 năm 1962, Epstein quyết định sa thải Best, sau 2 tháng rưỡi cùng thu âm tại EMI. Việc sa thải không đi kèm bất cứ lý do nào.
Vị trí còn khuyết của ban nhạc được Epstein đề nghị thay thế bởi Johnny Hutchinson của The Big Three, ban nhạc sau này cũng được Epstein quản lý. Hutchinson từ chối với lý do Best là bạn thân, tuy nhiên anh vẫn tham gia vào vài buổi tập cùng The Beatles cho tới khi Ringo Starr chính thức trở thành Beatle cuối cùng. Starr cũng là một người quen biết ban nhạc, anh vốn là tay trống của Rory Storm and the Hurricanes, ban nhạc từng lưu trú cùng Beatles ở khách sạn Butlins gần Skegness. Starr ban đầu cũng chỉ có ý định thay thế tạm thời vị trí trống cho The Beatles. Tuy nhiên, anh trở thành Beatle sau khi tham gia trọn buổi thu âm của ban nhạc tại Hamburg.

### Sau Candlestick
Trong giai đoạn 1963-1965, ảnh hưởng của Beatlemania là vô cùng lớn. Epstein và The Beatles trở nên rất bận rộn với lịch diễn, truyền hình và phỏng vấn dày đặc. Liveshow cuối cùng của ban nhạc tại công viên Candlestick, San Francisco ngày 29 tháng 8 năm 1966 đã thay đổi hoàn toàn bản chất công việc của Brian. Anh đề nghị ban nhạc tiếp tục các buổi liveshow, trong khi đó The Beatles đã có những định hướng mới về quan điểm âm nhạc, vậy nên họ thẳng thừng từ chối. Thời kỳ phòng thu của The Beatles chính thức bắt đầu.

## Công việc kinh doanh

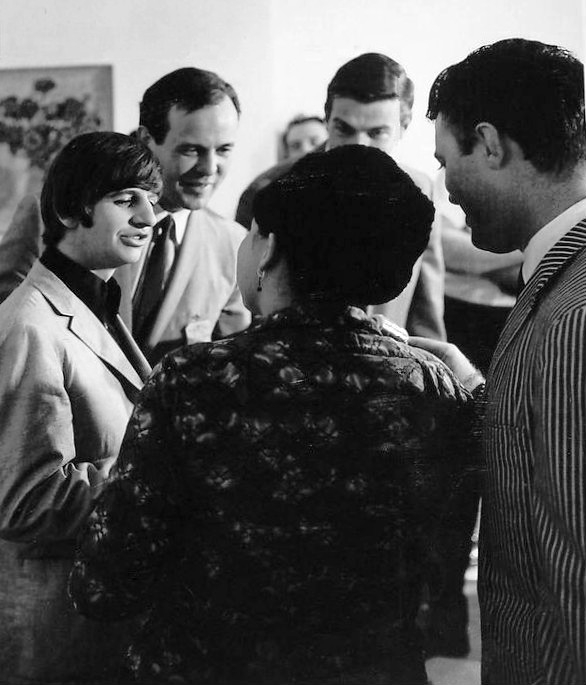
Buổi phỏng vấn trong chuyến công diễn của The Beatles tại Mỹ năm 1965. Ringo Starr ở phía ngoài cùng trái của bức ảnh, kế bên là Brian Epstein

Epstein đề nghị trả cho mỗi Beatle 50 bảng Anh mỗi tuần (tương đương với khoảng 700 bảng theo tỷ giá hiện tại), kèm với đó là các phần chia lợi nhuận từ hoạt động của ban nhạc. Harrison nhớ lại, rằng ban đầu anh chỉ được nhận 25 bảng/tuần, sau đó nó được tăng thêm 10 bảng sau những phàn nàn của bố anh. Thực tế, các Beatle đều không chấp nhận đề nghị của Epstein khi họ cho rằng họ xứng đáng nhận được nhiều hơn số tiền 50 bảng/tuần.
Mọi buổi diễn của The Beatles đều một tay Epstein sắp xếp, dưới tên của quản lý của NEMS. Điều đó giúp NEMS có thêm lợi nhuận trong vai trò đại diện, đặt vé và quản lý của xô diễn. Năm 1964, NEMS rời văn phòng từ Liverpool lên Luân Đôn với đội ngũ tới tận 25 nhân viên. The Beatles yêu cầu anh đảm nhiệm luôn việc của ông bầu đạo diễn hoạt động tại các buổi diễn, và Epstein cũng không khó khăn để khai một số "lệ phí" trả thuế, thứ mà anh dễ dàng bỏ túi sau đó.
Brian cũng thành công tương tự khi quản lý Gerry & the Pacemakers, Billy J. Kramer and the Dakotas (nhóm có 3 hit từ các sáng tác của Lennon-McCartney), Fourmost (2 đĩa đơn đầu tiên của nhóm được viết bởi Lennon), The Cyrkle (ban nhạc Mỹ đầu tiên của Epstein), Cilla Black (nghệ sĩ nữ duy nhất mà Epstein quản lý), cũng như Tommy Quickly và Sounds Inc. Anh đưa các nghệ sĩ của mình theo những tour diễn xoay vòng tại Anh, thậm chí là đi diễn cùng nhau, trong nhiều vai trò khác nhau, ví dụ như hài kịch.
The Beatles có tour diễn tại Philippines vào tháng 6 năm 1966. Họ biểu diễn tại Sân vận động Rizal ở thủ đô Manila, tuy nhiên Epstein vô tình không để ý tới sự có mặt của Đệ nhất phu nhân Imelda Marcos trên khán đài và tại bữa ăn sau buổi diễn. Epstein buộc phải từ chối nhận làm người đại diện cho ban nhạc, tuy nhiên anh vẫn bị quy kết cho việc không nhận lời mời của Đệ nhất phu nhân. The Beatles và đội ngũ bị đuổi khỏi khách sạn cùng ngày và tới tối, họ bị cảnh sát áp giải ra sân bay, dù rằng Brian đã phải lên truyền hình nói lời xin lỗi vì sự kém cỏi trong quản lý. Epstein cùng trợ lý Mal Evans thì không đơn giản để được về Anh cùng ban nhạc: họ phải hoàn trả số tiền thu được từ buổi diễn kèm số tiền thuế lên tới 6.800 bảng Anh để được lên máy bay.
Năm 1966, Brian đưa Robert Stigwood làm quản lý của NEMS, cùng với đó là đưa Vic Lewis vào đội ngũ. Việc này không được bất kể ai trong ban nhạc biết. McCartney trở nên để ý nhiều hơn về tình hình tài chính của nhóm, nhất là sau khi hay tin về một số "quản lý bóc lột" của các nghệ sĩ đương thời (như Allen Klein của The Stones). Sau cái chết của Brian, em trai Clive tiếp nhận NEMS và trở thành cổ đông lớn nhất của công ty. Stigwood kiến nghị rằng anh thực tế mới là quản lý danh nghĩa của nhóm, nhưng The Beatles đều chống đối Stigwood ra mặt. Lennon nói: "Chúng tôi còn chẳng biết ông. Vậy sao chúng tôi cần làm thế?"
McCartney thừa nhận rằng anh ký hợp đồng đại diện với Epstein mà chẳng hề đọc bất kể dòng nào. Còn Lennon nói về việc chia sẻ những vấn đề sau cái chết của Brian: "Anh ta làm vậy cũng phải. Tôi vẫn biết, một cách hiển nhiên, rằng anh ấy không hoàn toàn trung thực với chúng tôi." Rất nhiều buổi phỏng vấn đã nói lên sự tin tưởng tuyệt đối của Lennon vào Epstein: "Chúng tôi hoàn toàn tin vào những gì anh ấy đã làm cho chúng tôi. Với ban nhạc, anh ấy thực sự là một người sành sỏi." Được hỏi vào năm 1964 về công việc quản lý, Epstein trả lời: "Công bằng, như mọi doanh nhân, phải công bằng. Tôi có một nền tảng doanh nhân, và đương nhiên, một bộ não của doanh nhân. Tôi không phải là thiên tài." Khi được hỏi về khuyết điểm, Epstein thẳng thắn: "Có lẽ tôi là một kẻ quá cầu toàn về mọi ý tưởng, thậm chí cả về vấn đề tiền nong trong mỗi ý tưởng."

### Phụ phẩm
Trước khi The Beatles có được thành công vang dội ở Anh, Epstein đã có giấy phép cho phép công ty sản xuất những phụ phẩm liên quan tới ban nhạc, với 30 shilling/áo và 6 xu (pence)/huy hiệu. Trong thời kỳ Beatlemania, họ đã bán được khoảng 15.000 áo và 50.000 huy hiệu. Khi "cơn bão" Beatles đổ bộ vào Mỹ vào cuối năm 1963, Epstein mở rộng buôn bán ra các mặt hàng như trống, guitar, kệ đĩa, chuông, huy hiệu và vô số các phụ phẩm khác. The Beatles gần như không có can hệ tới các phụ phẩm này: NEMS là công ty toàn quyền quyết định trong việc buôn bán vì họ có trong tay việc đăng ký bản quyền (cùng thời có vài công ty khác bán phụ phẩm Beatles song không có giấy phép bản quyền).
Trong một chuyến bay tới Mỹ, Epstein nhận được lời đề nghị sản xuất hàng loạt phụ phẩm như đồng hồ, bút chì, bật lửa, vòng tay, miếng dán, thậm chí cả đồ chơi, nhưng anh từ chối tất cả. David Jacobs, luật sư của NEMS, đã gây ra một thảm họa khi bàn giao 90% phụ phẩm của ban nhạc cho Nicky Byrne, trong khi Epstein, NEMS và The Beatles chỉ được sở hữu có 10%. Byrne nhanh hơn Epstein một bước và mở Seltaeb ở Mỹ. Khi The Beatles tới khách sạn Plaza Hotel ở New York, Epstein buộc phải thu xếp một buổi nói chuyện với Byrne.
Ấn tượng với số lượng lớn đĩa bán được của The Beatles, Capitol Records gửi đại diện Wendy Hanson cùng Christine Holmes tới Plaza Hotel để gặp Epstein. Hanson sau này làm việc cho Epstein ở văn phòng riêng của anh ở phố Albemarle, Luân Đôn. Lennon sau đó nói: "Khi mọi thứ kết thúc, anh ấy [Epstein] vẫn khiến chúng tôi phải quan tâm tới Seltaeb." McCartney thì nói: "Anh ấy [Epstein] muốn cha trở thành cố vấn của công ty, và ông ta biết cách làm thế nào để có mọi vật liệu ở Liverpool."

### Lenmac
Ngày 12 tháng 5 năm 1964, Epstein đề nghị James Trevor Isherwood hệ thống hóa các tác phẩm của Lennon và McCartney theo PRS mà anh gọi là Lenmac. Khi tới văn phòng của Epstein, Isherwood thực sự bị bất ngờ vì Brian nhận được 25% phần lãi chứ không phải là 10% khi các nhà quản lý khác. Tuy nhiên, phần chi tiêu của Epstein dành cho ban nhạc cũng lớn hơn nhiều so với bình thường, bao gồm tiền thuê văn phòng, tiền thuê nhân viên, du lịch, phí điện thoại, và các phí giải trí. Trong lần làm lại hợp đồng quản lý ngày 30 tháng 9 năm 1967, Epstein đã biết trước việc hạ tỉ lệ từ 25 xuống còn 10% như bình thường, nhưng anh cũng khéo léo gài phần tiền hùn cho NEMS lớn hơn trước, sau mỗi lần giải ngân các hoạt động của The Beatles]{sfn|Miles|1997|p=405}}.

### Phát hành nhạc
The Beatles thỏa thuận với công ty nhạc của Dick James (DJM) và có ý định thành lập một công ty lớn hơn có tên là Northern Songs. Epstein đạt được thỏa thuận, rằng James và trợ lý tài chính Charles Silver sẽ nhận 25% tiền lời mỗi người, Lennon và McCartney nhận được 20% mỗi người còn Epstein 10%. PRS của The Beatles tăng lên nhanh chóng, và Brian đề nghị với Isherwood tìm cách để giảm thuế mà Lennon cũng như McCartney phải đóng. Isherwood gợi ý thành lập Northern Songs, đồng thời cố vấn Lennon và McCartney có thể thực hiện các thủ tục ở công ty Isherwood's của ông tại Esher, điều mà Lennon, Harrison và Starr sau đó đã làm. Epstein và McCartney thì vẫn làm mọi thủ tục ở Luân Đôn.

### Nhà đại diện
Sau khi tới Luân Đôn, Epstein thuê văn phòng ở phố Monmouth năm 1965, sau đó anh thuê một phần của Nhà hát Saville ở Đại lộ Shaftesbury. Anh được đề bạt bởi cây viết trẻ Arnold Wesker trong vai trò hỗ trợ cho Lord Chamberlain trong các vấn đề "mờ ám" và đồi trụy. Năm 1966, Brian chuyển sang ngạch liên quan tới âm nhạc, nhất là về các vấn đề liên quan tới nước Mỹ.
Ngày 20 tháng 2 năm 1967, Epstein thay thế Michael Bullock trở thành giám đốc nhà hát sau vụ việc liên quan tới tấm màn hạ sau buổi trình diễn của Chuck Berry mà Epstein, Lennon và Starr có đi xem: 2 fan cuồng đã lao lên sàn diễn, tấm màn hạ xuống làm họ ngã nhào từ sân khấu. Dù Bullock không đưa ra bất kỳ lệnh nào, song ông vẫn phải chịu trách nhiệm.
Epstein trở nên bận rộn với nhiều lời mời tham dự các chương trình truyền hình tại Anh sau sự thành công của The Beatles. Anh thậm chí còn là nhân vật chính của một phần trong chương trình Hullabaloo tại Mỹ.

## Đời sống cá nhân

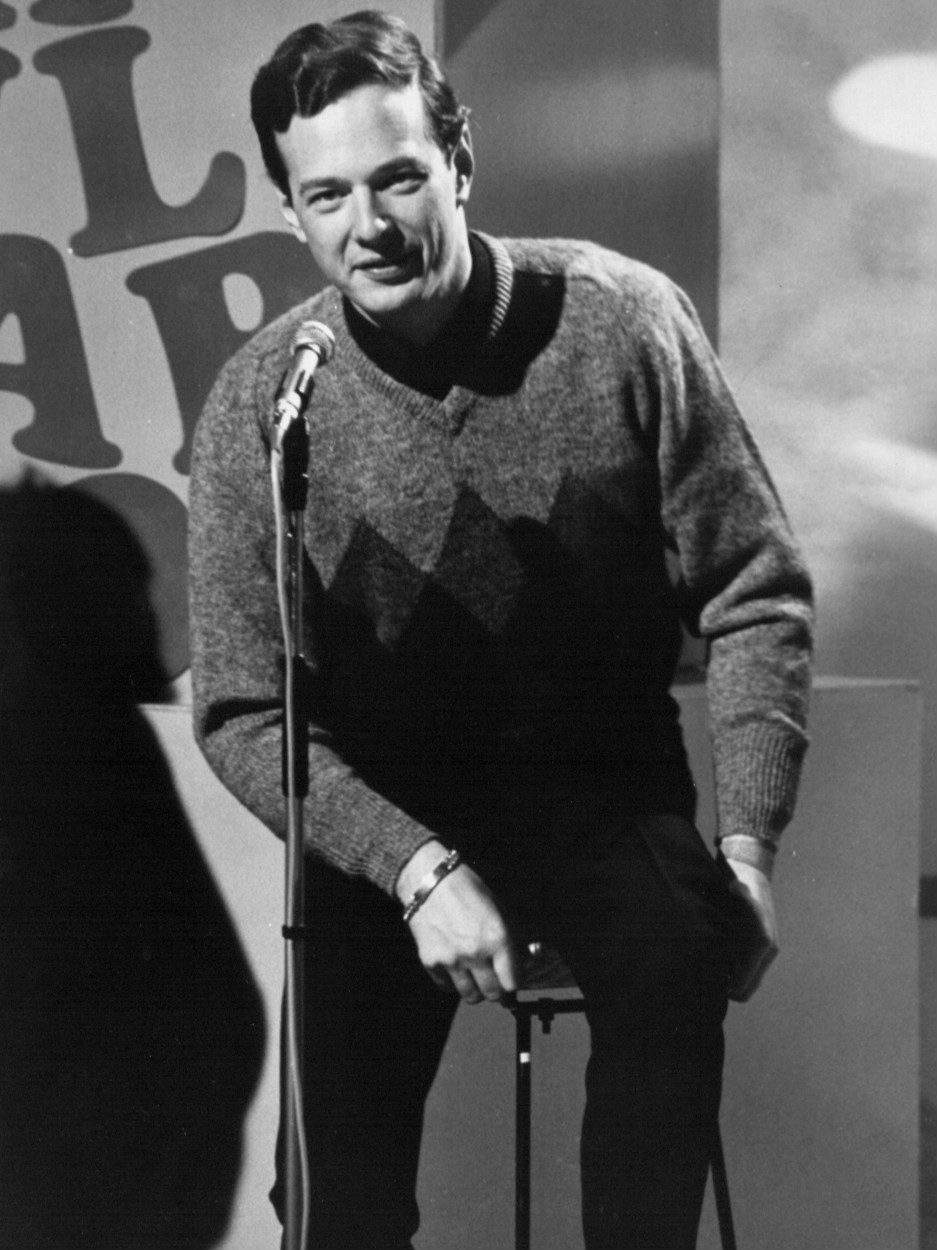
Epstein trong chương trình Hullabaloo, ngày 8 tháng 1 năm 1965

Epstein được biết tới là người vô cùng hồn hậu với gia đình, bạn bè và đồng nghiệp. Khi Lennon cưới Cynthia Powell, ngày 23 tháng 8 năm 1962, Brian đã tới tham dự và trả toàn bộ chi phí cho bữa ăn sau buổi lễ. Khi Cynthia mang bầu, chính Brian là người trả hết viện phí cho gia đình Lennon và còn đề nghị họ ở tại căn nhà của anh ở phố Falkner cho thuận tiện. Epstein chính là cha đỡ đầu của con trai Lennon, Julian.

### Vấn đề giới tính
Việc Epstein là người đồng tính không được công khai mãi cho tới tận vài tháng sau khi anh chết. Việc giữ kín bí mật này nhằm giúp cho Brian có mối liên hệ tốt với bạn bè và đối tác. Khi Epstein còn ở trong quân đội, anh từng làm người thiết kế quân phục cho một sĩ quan, và họ từng qua đêm nhiều lần tại những quán bar ở Luân Đôn. Họ bị cảnh sát ở Piccadilly bắt một lần. Epstein phải nhờ tới sự hỗ trợ của bác sĩ tâm lý về vấn đề giới tính của mình. Sau 10 tháng trong quân đội, Epstein giải ngũ với hồ sơ bệnh án "cảm xúc và tâm lý bất bình thường". Sau này anh cũng có mối tình đồng giới thực sự đầu tiên của mình tại Liverpool.
Khi Epstein còn theo học diễn viên ở RADA, anh từng bị cảnh cáo vì "nhìn trộm" toa-lét nam khi ở Swiss Cottage, Luân Đôn. Khi Brian lần đầu gặp gỡ The Beatles trên sân khấu, anh nhận xét: "Họ ăn mặc thật đẹp, theo cách tốt nhất có thể, thậm chí có thể là cách lôi cuốn nhất: áo da màu đen, quần bò và đương nhiên là tóc để dài." McCartney nói rằng khi Epstein tuyên bố làm quản lý cho The Beatles, anh đã biết rằng Epstein là người đồng tính, nhưng thực sự anh không quan tâm, vì Epstein là người thực sự ủng hộ họ trong sự nghiệp và trong việc hòa nhập với xã hội.
Ngay cả khi Lennon thường xuyên mỉa mai về giới tính của Epstein trước mặt bạn bè và người thân, rất ít người dám nói hay bình luận về vấn đề đó. Ian Sharp, bạn của Lennon ở trường nghệ thuật, một lần đã châm biếm Epstein: "Anh ta khoái ai trong các cậu (Beatles)?". Trong vòng 48 tiếng đồng hồ sau, Sharp nhận được một lá thư từ văn phòng Epstein yêu cầu anh phải xin lỗi. Sharp xin lỗi nhưng sau đó cũng bị tẩy chay. McCartney gửi cho Sharp một lá thư buộc anh từ rày về sau không được liên lạc với bất kỳ thành viên nào của ban. Vào các kỳ nghỉ, Epstein thường đến những nơi chẳng hạn như Barcelona và Amsterdam, hoặc Manchester vào dịp cuối tuần, vì ở những nơi đó thái độ đối với người đồng tính ít kỳ thị hơn so với Liverpool, mặc dù ở Liverpool cũng có những quán bar dành cho dân đồng tính.
Trong cuốn tự truyện của mình, Pete Best nói có lần Epstein từng đưa cả hai tới Blackpool và nói với Best rằng anh "vô cùng thích thú (Pete)". Epstein hỏi: "Liệu có phiền không nếu tôi đề nghị chúng ta phải ở khách sạn đêm nay?" Best nói rằng anh không thực sự thấy thoải mái, và cả hai không đề cập tới điều đó nữa.
Có lời đồn rằng trong chuyến đi nghỉ ở Barcelona vào tháng 4 năm 1963, giữa Lennon và Epstein đã có những quan hệ "không bình thường". Lennon phủ nhận điều đó: "Không bao giờ có chuyện đó, giữa chúng tôi là một mối quan hệ tốt đẹp." (Playboy, 1980). Vợ của Lennon, Cynthia, nói giữa Lennon và Epstein là một kiểu tình-yêu-không-tình-dục. Chuyến đi này thậm còn lên màn ảnh, một cách hư cấu, với bộ phim năm 1991, The Hours and Times.
Tháng 10 năm 1964, cuốn tiểu sử về Epstein, A Cellarful of Noise, được viết bởi Derek Taylor – trợ lý của Epstein vào thời điểm đó và phụ trách quảng cáo của NEMS sau này giai đoạn 1968-1970. Lennon từng kêu gọi cuốn hồi ký đổi tên thành A Cellarful of Boys. Tới tận tháng 9 năm 1967, một tháng sau cái chết của Epstein, đồng tính nam mới được hợp pháp hóa ở Liên hiệp Anh.

### Sử dụng chất gây nghiện
Sau khi bắt đầu công việc quản lý, Brian cũng bắt đầu luôn việc sử dụng các chất kích thích, ban đầu là preludin – loại thuốc hợp pháp lúc đó, thứ mà Lennon, McCartney, Harrison và Starr từng dùng khi đi lưu diễn ở Hamburg. Anh giải thích rằng việc dùng chúng là do anh thường xuyên tỉnh giấc giữa đêm trong khoảng thời gian các tour diễn. Năm 1964, Brown biết Epstein dùng rất nhiều weed, bởi vì Epstein bị ho rất nặng, và để tránh làm phiền trong các cuộc gặp mặt, buộc Brian phải ngậm chúng trong miệng. McCartney thường xuyên gặp Epstein tại các hộp đêm, nói rằng một lần anh gặp Brian với hàm răng xỉn ố và gầm gừ: "Ồ, pills!"
Năm 1964, sau khi được Bob Dylan cho thử dùng cần sa, McCartney nói đã thấy Epstein đứng trước gương, tự ngắm mình và lẩm bẩm: "Đồ Do Thái!" rồi cười rất lớn. Trong những năm 60, việc làm dụng chất kích thích của Brian ngày một trầm trọng. Trong 4 tháng thu âm Sgt. Pepper's Lonely Hearts Club Band, Epstein mất toàn bộ kỳ nghỉ của mình ở trung tâm Priory ở Putney để cai nghiện. Anh chỉ rời Priory để tới họp báo ra mắt Sgt. Pepper ở nhà riêng 24 phố Chapel, Luân Đôn, rồi sau đó quay trở lại Priory ngay lập tức.
Ngày 24 tháng 7 năm 1967, Brian được mời lên phỏng vấn trên báo The Times. Các phóng viên hỏi anh về tính hợp pháp của cần sa, khả năng phóng thích các tù nhân vì tội sở hữu chúng và công dụng của cần sa trong điều trị y học. Phần quảng cáo được ủng hộ bởi một nhóm tên là Soma bao gồm 65 chữ ký, trong đó có The Beatles, R. D. Laing, 16 bác sĩ và 2 nghị sĩ Quốc hội. Epstein trả lời: "Theo quan điểm của tôi, sử dụng ma túy không độc hại bằng việc uống rượu... Tôi không phải một kẻ nghiện bất kể thứ gì, song tôi đã từng có thời uống 'túy lúy'." Sau khi McCartney thừa nhận trước công chúng, ngày 19 tháng 6 năm 1967, về việc sử dụng LSD, Epstein lên tiếng bảo vệ McCartney bằng cách nói anh cũng từng sử dụng chúng.

### Cờ bạc
Ngày 27 tháng 8 năm 1965, Epstein cùng The Beatles tới nhà của Elvis Presley theo lời mời của ông vua nhạc Rock 'n' Roll ở Los Angeles, California. Họ được Colonel Tom Parker chơi cò-quay-Nga. Brian tham gia ngay lập tức và trở nên thích thú với các trò cờ bạc. McCartney cũng thường xuyên qua lại những sòng bạc ở Luân Đôn, trong đó kể tới Curzon House - địa điểm ưa thích của Brian. McCartney từng thấy Epstein đặt cược một chiếc bật lửa Dunhill trị giá ít nhất 100 bảng (tương đương với khoảng 1.300 bảng theo tỷ giá 2009) và thua. Epstein thường thua hàng ngàn pound mỗi khi chơi baccarat, tuy nhiên anh vẫn thường ở lại sòng bạc cả tối, kèm với đó là ăn uống khá xa hoa. Sòng bạc thường không cho phép Epstein nợ, đơn giản vì họ đã quen rằng anh sẽ thua rất nhiều.

## Cái chết

Ảnh chụp trang nhất tờ Daily Mirror số ngày 27 tháng 8 năm 1967

Vài tuần trước khi chết, Brian phải để tang Shiv'ah theo lễ truyền thống của người Do Thái cho cha của anh cũng vừa qua đời. Anh rời Priory với việc thường xuyên mất ngủ và lạm dụng amphetamin. Epstein có buổi gặp cuối cùng với The Beatles vào ngày 23 tháng 8 năm 1967 tại Chappell Recording Studios phố Maddox, Luân Đôn.
Ngày 24 tháng 8, Epstein đề nghị với Brown và Geoffrey Ellis đi Kingsley Hill, cách 30 km tính từ Luân Đôn, cho một chuyến nghỉ cuối tuần. Sau chuyến đi, Epstein quay trở lại Luân Đôn một mình vì một nhóm trai đã không thể tới gặp anh. Anh gọi điện cho Brown từ nhà riêng ở phố Chapel. Brown khuyên Epstein bắt chuyến tàu gần nhất ở Uckfield. Brian trả lời rằng anh sẽ ăn chút gì đó, đọc Juke Box Jury trước khi nói với Peter rằng anh sẽ đi chuyến tàu nào. Họ không nói chuyện với nhau được bất cứ một lần nào nữa.
Ngày 27 tháng 8, Brian bị phát hiện chết do sốc thuốc khi sử dụng carbitral và barbiturate. Cửa phòng bị khóa. Quản gia của anh gõ cửa nhiều lần và không nghe tiếng trả lời vậy nên đã gọi cảnh sát tới để cầu cứu. Brian nằm một mình trên giường với pyjama, song vô số quần áo khác vứt la liệt trên chiếc giường còn lại. Sau khi khám xét hiện trường, cái chết của Epstein được kết luận là một tai nạn vì sử dụng carbitral quá liều khi pha với rượu: Brian đã pha 6 viên carbitral vào ly rượu, một chừng mực có thể được phép sử dụng song đối với anh nó đã là quá giới hạn cho phép.
The Beatles lúc đó đang ở Bangor với thiền sư Maharishi Mahesh Yogi. Ban đầu Epstein cũng đồng ý đi Ấn Độ với The Beatles sau kỳ nghỉ tháng 8. The Beatles bị sốc thực sự và nói chuyện với Maharishi. Maharishi trả lời "mất sợi dây liên lạc với thế giới thực tại, đó không hẳn là một điều quá quan trọng". Một buổi hòa nhạc của Jimi Hendrix tại nhà hát Saville của nhà Epstein bị huỷ bỏ ngay chiều hôm tin tức về cái chết của Brian được đưa lên.
Peter Brown viết trong cuốn hồi ký The Love You Make: An Insider's Story of The Beatles rằng ông từng đọc được về ý định tự sát của Epstein trong một cuốn sổ và khuyên anh bỏ suy nghĩ đó. Theo Brown đó là câu "Mọi thứ thật quá nặng nề và tôi không thể chịu được nữa". Biết được điều đó, Epstein nói cảm ơn với Brown, hứa sẽ từ bỏ ý định đó và xin lỗi vì làm Brown lo lắng. Brian nói anh dùng thuốc khá nhiều và cần phải cẩn thận vì dễ bị sốc. Peter nói anh thực sự tiếc vì đã không đưa cuốn sổ đó cho bác sĩ của Brian, Norman Cowan.
The Beatles không tới dự tang lễ của Epstein khi gia đình anh không muốn bị quấy rầy bởi truyền thông và người hâm mộ. Brian được chôn tại khu A, vị trí H12 tại Nghĩa địa người Do Thái Long Lane, Aintree, Liverpool. Tang lễ được cử hành bởi Norman Solomon, người nói anh là "một biểu tượng khó chịu của thế hệ". Tới tận ngày 17 tháng 10, The Beatles mới tham dự một buổi tưởng niệm Epstein tại St John's Wood, gần Abbey Road Studios.

## Tôn vinh
Epstein buồn khi bị bỏ quên lúc Lennon, McCartney, Harrison và Starr nhận huân chương cao quý MBE của Hoàng gia Anh năm 1965, dù Harrison từng nói MBE là viết tắt của cụm từ "ông (mister) Brian Epstein". Sau này, khi The Beatles sớm được vào Đại sảnh Danh vọng Rock and Roll, Epstein cũng không có tên trong "Danh sách những nhân vật không phải nghệ sĩ trình diễn". Martin Lewis, trợ lý của Taylor trước kia, lập trang web chính thức về Brian Epstein, trong đó có phần huy động sự ủng hộ để anh được đề cử vào Đại sảnh Danh vọng. Lewis là người tổ chức buổi họp báo tái bản cuốn hồi ký năm 1964 của Brian, A Cellarful of Noise, vào năm 1998.
McCartney nói về vai trò quan trọng của Epstein trong buổi phỏng vấn với đài BBC năm 1997: "Nếu cần có một Beatle thứ năm, đó phải là Brian." Trong bài phỏng vấn trên tạp chí Rolling Stone năm 1970, Lennon nói cái chết của Brian mở đầu cho sự tan rã của ban nhạc: "Chúng tôi biết mọi khó khăn sắp bắt đầu... Và thực sự là chúng tôi đã biết." 15 năm sau cái chết của Epstein, McCartney nói "Brian hẳn sẽ rất hạnh phúc khi biết chúng tôi yêu quý ông ấy tới mức nào." Năm 2008, hợp đồng đầu tiên giữa The Beatles và Epstein được bán đấu giá ở Luân Đôn và thu được 240.000 bảng.